# استان کریمونا
استان کریمونا (به ایتالیایی: Provincia di Cremona) به مرکزیت شهر کریمونا، یکی از استان‌های ناحیهٔ لمباردی در شمال ایتالیاست که با استان‌های برگامو و برشا در شمال، مانتوا در شرق، لودی و میلان در غرب و استان‌های پارما و پیاچنزا در ناحیهٔ امیلیا-رومانا در جنوب هم‌مرز است.
رودخانهٔ پو که بزرگترین رود ایتالیا به‌شمار می‌آید مرز طبیعی بین دو استان کریمونا و پیاچنزا است و اوگلیو نیز استان برشا را از کریمونا جدا می‌سازد.
این استان ۱۷۷۱ کیلومتر مربع مساحت دارد و از ۱۱۵ شهرستان یا کمونه (درجمع کمونی) تشکیل شده‌است و تعداد جمعیت کل آن بنا بر سرشماری سال ۲۰۱۰ برابر با ۳۶۳٬۰۵۷ نفر بوده‌است.
استان کریمونا در مرکز دشت پادانا واقع شده و در نتیجه هیچ کوه یا تپه‌ای ندارد و مسطح است. تنها چند رودخانه مانند رود سریو و رود آدا از آن می‌گذرد و چند کانال مصنوعی نیز دارد که بیشترشان برای آبیاری زمین‌ها استفاده می‌شوند.

## مهمترین شهرستان‌ها
مهمترین کُمونی (به ایتالیایی: comuni) یا شهرستان‌های استان کریمونا بر اساس سرشماری سال ۲۰۰۵ به شرح زیر است:
| شهرستان     | جمعیت  |
| ----------- | ------ |
| کریمونا     | ۵۲٬۴۱۳ |
| کِرِیما       | ۳۱٬۴۷۱ |
| کاسالماجوره | ۱۴٬۰۷۸ |
| کاسته‌لئونه  | ۹٬۴۹۰  |
| سُورِسینا     | ۹٬۳۷۷  |
| ریوُلتا دادا | ۸٬۱۱۵  |
| سونچینو     | ۷٬۵۸۱  |
| پاندینو     | ۷٬۳۴۵  |
| پیتزی‌گتونه  | ۶٬۹۵۶  |
| سپینو دادا  | ۶٬۹۴۸  |
| اوفانِنگو    | ۵٬۷۹۸  |
| کاستل‌ورده   | ۵٬۵۴۲  |

## اقتصاد و فرهنگ
مهمترین منبع اقتصادی استان کریمونا کشاورزی است و مهم‌ترین محصولات آن ذرت (در زبان محلی میلِگُت)، جو، سویا و چغندر قند می‌باشد. این استان همچنین از نظر اقتصادی در ناحیهٔ شمالی خود در نزدیکی کریما توسعه یافته و دارای کارخانجات نساجی و تولید محصولات شیمیایی و مکانیکی است.
همچنین این استان برای خوراکی‌هایی همچون نوگات (نوقا) که در ایتالیایی به آن تورونه گفته می‌شود و خردلش معروف است.

## پیودن به بیرون
- وبگاه رسمی: